# Gantiadi
Gantiadi (Georgisch: განთიადი) of ook wel Tsandrypsj (Abchazisch: Цандрыԥшь; Russisch: Цандрыпш) is een 'nederzetting met stedelijk karakter' in de Georgische autonome en feitelijk afgescheiden republiek Abchazië. De plaats is gesitueerd aan de Zwarte Zee, ongeveer 20 kilometer ten noordwesten van het districtscentrum Gagra en zes kilometer van de Russische grens.

## Toponiem
Nadat in 1864 de Kaukasusoorlog tot een einde was gekomen en de Russische kolonisatie begon, verrees op de plek van het hedendaagse Gantiadi de hervestigingsnederzetting van Russen, Moldaviërs en Armeniërs. Er werd de naam Pilenko, later ook wel Pilenkovo, aan gegeven naar naar het hoofd van het Zwarte Zeedistrict, generaal Pilenko.
In 1944 werd de naam veranderd in Gantiadi (Dageraad). Na het uitbreken van het Georgisch-Abchazisch conflict in 1992 gaven de Abchaziërs er de Abchazische naam Tsandrypsj aan, dat refereert aan 'Het land van de Tsanba', en was de naam voor de Russische zuivering in de 19e eeuw. Voor de Georgische wet bleef de plaats Gantiadi heten.

## Demografie
Op 1 januari 2022 telde het Gantiadi 4.902 inwoners, een lichte daling ten opzichte van de volkstelling van 2011. In de jaren 1990 nam de bevolking van de plaats sterk af door het Georgisch-Abchazisch conflict en het uiteenvallen van de Sovjet-Unie.
De Armeniërs zijn in Gantiadi volgens de volkstelling van 2011 de grootste bevolkingsgroep (bijna 56%), gevolgd door de Abchaziërs (19,6%) en Russen (18,4%). De Georgiërs zijn door het Georgisch-Abchazisch conflict voor het grootste deel verdreven uit Gantiadi.
| Aantal | 5.281 | 7.206 | 6.990 | 7.358 | 4.387 | 5.170 | 4.902 |  |  |  |  |  |  |  |
| |       |       |       |       |       |       |       |  |  |  |  |  |  |  |
| Abchaziërs | -     | 4,5%  | 1,2%  | 2,7%  | -     | 19,6% | -     |  |  |  |  |  |  |  |
| Armeniërs | -     | 39,6% | 42,8% | 43,1% | -     | 55,9% | -     |  |  |  |  |  |  |  |
| Georgiërs | -     | 15,0% | 18,7% | 20,0% | -     | 0,9%  | -     |  |  |  |  |  |  |  |
| Russen | -     | 31,6% | 29,4% | 25,1% | -     | 18,4% | -     |  |  |  |  |  |  |  |
| Verantwoording data: 1926-2011. Volkstellingen 2003 en 2011, jaaropgave 1 januari 2022. Noot: De Abchazische cijfers vanaf 1994 worden niet erkend door Georgië. |       |       |       |       |       |       |       |  |  |  |  |  |  |  |

## Vervoer
Gantiadi ligt aan de belangrijkste doorgaande weg in weg Abchazië, de Georgische S1 / E97, die naar zowel de Russische grens bij Leselidze als naar het districtscentrum Gagra en hoofdstad Soechoemi gaat. In Gantiadi ligt tevens de Georgische nationale route Sh193 die de kustdorpen tot de Russische grens met elkaar verbindt. In Gantiaidi is een station in de spoorlijn Sotsji - Soechoemi.